# 大蛇丸
大蛇丸（大蛇丸，Orochimaru）是日本漫畫《火影忍者》中的三忍之一，是故事前期最重要的反派角色，為了自己的利益在不同組織之間來回工作，後來回到木葉陣線之中，對禁術頗有研究。

## 關於名字
大蛇丸的名字來源於300年前的日本民間故事《自来也豪傑物語》。大蛇，顧名思義就是巨大的蛇。因此，對於大蛇丸來說，召喚萬蛇是順理成章的事。至於這個詞語，則是來自日本傳說中的八岐大蛇。在日本常用來命名男孩或船艦，如戰國時的森蘭丸。

## 劇情表現

### 中忍考試篇
在第二場考試中，大蛇丸冒充成草隱村考生，伺機對佐助下了天之咒印，然後讓受他指使的音隱村考生（對大蛇丸來說只是棋子）對佐助下手。

### 木葉毀滅行動篇
五十歲時他跟木葉的原盟友，第四代風影結盟，二人合謀攻擊木葉，其行動稱為「木之葉崩潰行動」。他以藥師兜等三人作音忍間諜潛入木葉忍村，同時他又殺了參與中忍考試的三名草忍，和兩名部下以他們的名義混入中忍考試。並於死亡森林中遇到鳴人一行人，曾以輕微的實力短暫與他們交手，測試他們的實力。由於打算以宇智波佐助的身體作轉生容器，故給了佐助天之咒印，並預言佐助將會為報宇智波一族被滅族之仇去找他尋求力量。
後來他暗殺第四代風影，並偽裝成風影，命令砂忍藉由中忍考試入侵木葉並發起戰爭。戰爭中，大蛇丸試圖殺死第三代火影。二人交戰初時不分上下，於是大蛇丸以穢土轉生禁術，召喚出初代和二代火影合擊第三代火影，三代亦通靈出猿猴王猿魔助戰，但仍因年邁且不敵穢土轉生之初、二代火影而占下風。大蛇丸後續更現出自己當前的真面目（在動畫中，他的聲音同時變成女聲），應證了他的靈魂轉生忍術（不屍轉生）已經成功，並奪取了別人的身體為己用（此前他脫離曉時，打算奪取宇智波鼬的身體，與對方一戰中失去左手，而在第三代火影對戰時經歷奪舍轉生而雙手齊全）。第三代火影見往日的弟子已經走火入魔，決定清理門戶。
為了徹底封印初代和二代並殺死大蛇丸，三代只好付出了自己的靈魂給死神作代價，與兩個影分身使用禁術"屍鬼封盡"，召出死神以同歸於盡的方式將初代、二代火影的靈魂封印，由於三代火影剩餘的查克拉不夠，未能完全封印大蛇丸，只封印了他的雙手。
大蛇丸的雙手被封印後無法結印，失去了使用忍術的力量，只好徹退。其後砂忍才知道真正的風影已被大蛇丸所殺，只得跟木葉重訂和約。最後大蛇丸這場「木葉崩潰」行動以失敗告終，但砂忍村和木葉的戰力也因此受挫。

### 三忍決戰篇
大蛇丸為了醫治雙手，他和手下兜主動去通冊街找三忍的醫療聖手－綱手請求診治。由於綱手態度強硬，大蛇丸以替綱手死去的弟弟和情人復活（即穢土轉生禁術）作交易條件，並以七日為限期。七日後雙方再次交涉，但大蛇丸受綱手背叛，幸得兜及時制止，綱手和自來也後來決定要殺掉大蛇丸開始了三忍決戰篇。

### 佐助營救篇
之後大蛇丸因受不了雙手被封印所帶來的痛苦，故加緊派音忍四人眾前往勸誘佐助投靠音隱村。但佐助到來前，大蛇丸當時的肉體已無法支撐，故臨時以奪舍所捕忍者幻幽丸的身體進行不屍轉生。後來犧牲了音忍四人眾及擁有屍骨脈血繼限界的君麻呂，讓佐助來到音隱村。但因不屍轉生的冷卻期長達三年，故在此三年間，大蛇丸積極對佐助進行培訓，企圖用佐助作為三年後的下一個轉生容器。

### 天地橋偵查任務篇
三年後，木葉村的大和班從『曉』的蠍處得到消息，知道其派往大蛇丸的臥底將於天地橋處跟其會面，並欲藉此找到關於佐助的線索。鳴人一眾按照指示到達天地橋，卻遇上了大蛇丸。大蛇丸跟因憤怒而化成四尾妖狐的鳴人進行了一場激烈的殊死戰（兜稱這為『怪物間的戰鬥』），及後卻因身軀（幻幽丸的身體所造成的排斥反應，因為靈魂上與大蛇丸不匹配，幻幽丸只作為一個過渡容器）已達極限，故帶同兜及段藏派來交涉的佐井一起離開。
但大和班沒有放棄，追蹤至大蛇丸的巢穴，找出並成功勸告佐井歸隊。之後他們分成兩隊，以求加快尋找出佐助的位置。途中佐井及鳴人一隊卻碰上了大蛇丸，大蛇丸跟鳴人再度交手，而鳴人卻讓祭先往尋找佐助。後小櫻及大和前來支援，大蛇丸不欲戰鬥而遁去無蹤。
不久，鳴人、小櫻跟佐助再度會面，但佐助卻不領舊情，欲把他們全部殺掉。這時大蛇丸突然出現，出奇地阻止佐助杀死鳴人他們，因為大蛇丸認為他們還有利用價值，可替他多殺掉幾個『曉』的成員（因為大蛇丸曾是『曉』的成員，因過去想奪舍鼬的身體，卻中對方的幻術、還被砍下左手而失敗，後叛離而同時被『曉』追殺，也因少了一隻手導致無法結印施展忍術，因此藉由不屍轉生奪舍其他人的身體恢復雙手的機能）。佐助會意而放棄殺害鳴人們的念頭，和大蛇丸一起施展幻術，隨風消逝。

### 三尾出現篇(動畫)
曾想利用「三尾」幽鬼丸得到三尾力量，但被鳴人等人阻止，最後失敗放棄。而三尾則被『曉』的成員帶走。

### 宇智波鼬追緝篇
大蛇丸的身軀逐步迫近三年界限，連兜的藥石也已無助，認為是時候以佐助的軀體進行靈界轉生。另一邊佐助認為大蛇丸該教他的全都學會了，大蛇丸的存在對他來說已經沒有利用價值，故先發制人，衝進其房間進行刺殺。大蛇丸也不甘示弱，現出白鱗大蛇真身，並即席進行靈界轉生。然而他卻在自己進行轉生的結界內被佐助反吞噬奪去一切力量，面臨消失時回想起年輕時與三代火影之間開啟他追求永生的對話，最終僅留下一副大蛇軀殼，後藥師兜把其剩下的軀殼移植到自己的左手，漸漸掌控與大蛇丸形式相近的力量。
吞噬大蛇丸的佐助，終於跟兄長宇智波鼬重遇，並進行了宿命生死一戰。然而就在此際隱藏在佐助體內的大蛇丸透過咒印取回自己被奪的力量，趁佐助力量虛耗之際使出「八歧之術」變化出八歧大蛇。但最終仍為宇智波鼬的絕招『須佐能乎』所剋制，大蛇丸連同八歧大蛇被宇智波鼬以十拳剑封印，并将其吸進酒葫蘆的空間，佐助身上的天之咒印一同消失。

### 第四次忍界大戰篇
雖然被宇智波兄弟擊敗，但大蛇丸並未完全從忍者世界消失，忍戰後期佐助要重吾取下兜身上一部分的大蛇丸細胞，結合御手洗紅豆身上的天之咒印，施解邪法印後成功將大蛇丸復活，大蛇丸表示對這次的忍界大戰毫無興趣，但願意幫助佐助，解除了兜的仙人模式並取回自己的查克拉後與鷹小隊同行，其後找出漩渦一族的面具，前往宇智波一族的南賀神社，解除屍鬼封盡恢復雙臂，同時以白絕分身作為祭品，穢土轉生召喚出歷代火影，自己的身軀也再次獲得重生。
經過一輪與歷代火影的問話後，佐助決定拯救木葉，而大蛇丸亦決定站在木葉陣線。他與香磷，水月等人前往綱手等五影所在處，協助綱手快速回復元氣。
大蛇丸倒戈幫助木葉的原因解釋得並不多，被師父三代目問到時回應：「在兜體內的那段時間我明白了，兜模仿著我處心積慮的一切最終還是失敗了，如今對佐助不一樣的人生充滿興趣。」；綱手問及他為何會幫助木葉時則說：「之前的我想化身為風（有影響力的人），去推動風車（忍者世界）轉動；可是時間久了，耐心等待不知何時刮起的另一陣風（佐助），也是樂趣所在。」他還認為人是會變的，可能是死過兩個身體的緣故，他對於自來也的死感到惋惜。
他曾在與火影們的對話中，消遣自己的師父三代目，對於他選擇波風湊而非他為下一任火影感到遺憾。
最後沒能逃過斑的無限月讀，同樣陷入其中。其後佐助和鳴人解開無限月讀，大蛇丸和兜等人站在一塊，望向同個方向。

### 忍界大戰後
輝夜一戰結束後，大蛇丸回到自己的基地，在木葉忍者村的追蹤和監視下進行他的研究。在鳴人結婚前夕，大蛇丸已能在大和監視的前提下於村子裡自由行動，並讓木葉丸錄製結婚賀影和在烤肉店打工，變成背景搞笑角色。在佐助秘傳時則是回到自己的研究基地，並協助佐助調查血輪眼事件。鳴人在任七代目火影時，大蛇丸因研究有成，外貌變得更加年輕。慕留人的好友巳月是他製作出來的人造人，可以說是他的父親/母親。

## 劇場版

### 絆
大蛇丸據情報所悉召來佐助，告知佐助木葉忍村被空忍襲擊一事，要佐助帶回曾賜予他再生禁術、已經修練完成且是位醫生的恩人，佐助馬上聯想到大蛇丸所言之人正是空忍首領神農。事後佐助帶回一個忍術卷軸交予大蛇丸，佐助沒能把神農帶回來一事被兜評為少見的失誤，敏銳的大蛇丸似乎感受到佐助遇上了好事。

### 慕留人
大蛇丸僅在片尾彩蛋中出現約一秒鐘，沒有任何台詞。在巳月揭露自己是大蛇丸的孩子時，大蛇丸站在高處俯瞰慕留人、紗羅妲和巳月。

## 武器
- 草薙劍
從口中吐出草薙劍，草薙劍具有靈力，與「三代火影」的「金鋼棒」不相上下，其銳度驚人，另外大蛇丸一直在尋找被稱為「草薙劍‧酒刈太刀」的十拳劍則是為宇智波鼬所持有。